# Diocese de Eunápolis

Províncias Eclesiásticas da regional CNBB Nordeste III.

A Diocese de Eunápolis (Dioecesis Eunapolitana) é uma circunscrição eclesiástica da Igreja Católica no estado brasileiro da Bahia, sediada no município de Eunápolis.
Foi criada no dia 12 de junho de 1996 pelo Papa João Paulo II. É composta pelos municípios de Itapebi, Itagimirim, Eunápolis, Itabela, Guaratinga, Porto Seguro, Santa Cruz Cabrália e Belmonte.

## Bispos
Bispos responsáveis:
|    | Nome                           | Período | Notas |
| -- | ------------------------------ | ------- | ----- |
| 1º | José Edson Santana de Oliveira | 1996-   | Atual |